# 이반 라도바노비치
이반 라도바노비치(세르비아어: Ivan Radovanović, 1988년 6월 20일 ~)는 세르비아의 축구 선수이다. 최근에는 세리에 A의 클럽 살레르니타나에서 뛰고 있다.